# IPad (prima generazione)
L'iPad di prima generazione, meglio noto come iPad, è un tablet prodotto dalla Apple Inc. e presentato il 27 gennaio 2010 da Steve Jobs. È un dispositivo multi-touch con uno schermo da 9,7 pollici retroilluminazione a LED, in grado di riprodurre contenuti multimediali e con la possibilità di accedere ad Internet.

## Storia

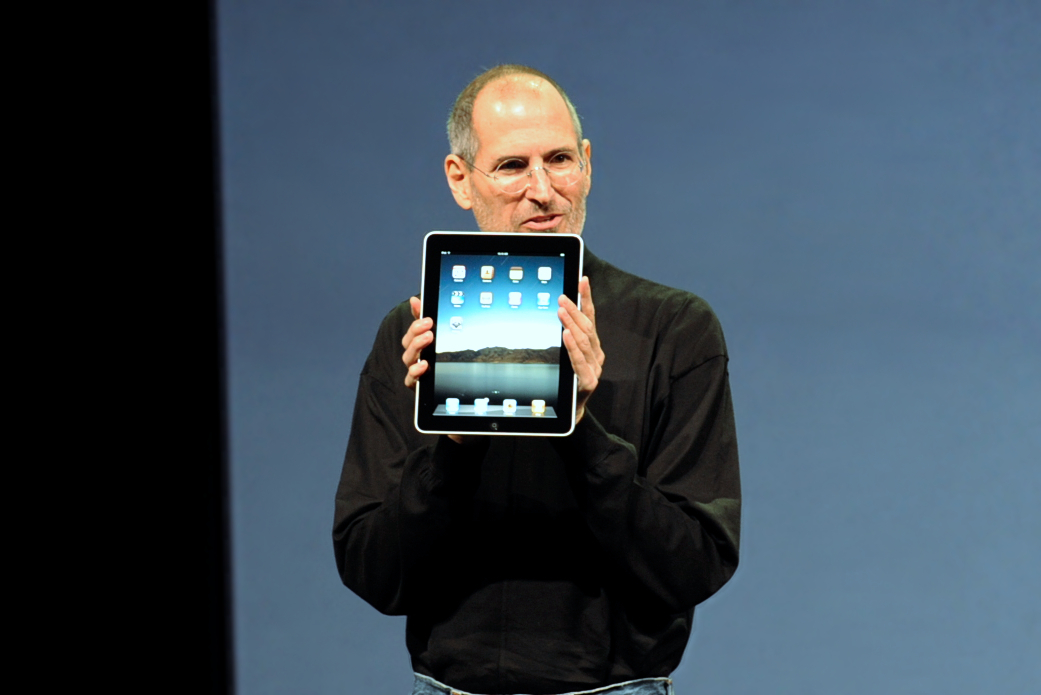
Steve Jobs mentre mostra l'iPad.

Il primo iPad è stato presentato da Steve Jobs il 27 gennaio 2010 a una conferenza Apple, allo Yerba Buena Center for the Arts Theater di San Francisco. Prima di tale data, Apple è riuscita a non far trapelare notizie riguardo al nuovo prodotto.

## Hardware

### Schermo
Lo schermo è un display a cristalli liquidi, con una risoluzione di 1024 x 768 pixel. Il vetro (oleorepellente e antigraffio) che costituisce lo schermo è multi-touch, al pari dell'iPhone e dell'iPod touch. Il display risponde a due sensori: un sensore di luce ambiente per regolare la luminosità dello schermo e un accelerometro a tre assi per rilevare l'orientamento dell'iPad. In questo modo, iOS supporta la rotazione dello schermo per adattare la visione del contenuto al modo in cui si tiene il dispositivo; a differenza dell'iPhone e dell'iPod touch, l'iPad ruota la visuale per essere usabile anche se tenuto "a testa in giù". La maggior parte delle applicazioni supporta entrambe le modalità, orizzontale e verticale.
L'iPad, fino ad iOS 3.2, aveva un interruttore per bloccare la funzione di rotazione dello schermo, per impedire la rotazione involontaria quando l'utente è sdraiato. Dopo l'aggiornamento ad iOS 4, lo switch laterale è adibito al silenziamento dell'iPad, così come avviene già con iPhone. La funzione di blocco rotazione è implementata tramite un'icona nella barra del multitasking; la funzione è stata poi ripristinata con la versione 4.3 di iOS, aggiungendo la possibilità di decidere il comportamento del tasto all'interno delle impostazioni generali del tablet. Ci sono un totale di cinque interruttori fisici, tra cui il pulsante "Home" (situato nella parte inferiore dello schermo) che riporta al menu principale e tre switch sui lati.

### Alimentazione
L'iPad utilizza due batterie interne non rimovibili ai polimeri di ioni di litio da 25 W-h. È progettato per essere caricato attraverso l'adattatore di alimentazione USB, anche se può essere caricato da una porta USB standard di un computer. Apple sostiene (e alcune recensioni lo confermano) che la batteria dell'iPad può fornire un'autonomia che tocca le 10 ore in esecuzione di video, 140 ore in riproduzione audio e fino a un mese in condizione di stand by.

### Processori e memorie
L'iPad monta un sistema PoP (iOS) e SoC (System-on-a-chip) denominato Apple A4, lo stesso usato nell'iPhone 4, basato sull'architettura ARM e prodotto da Samsung.
La CPU è il Cortex-A8, con una frequenza di 1 GHz. La GPU è il PowerVR SGX535@200 MHz, compatibile con Shader 4.1 e prodotto a 65 nm.
La memoria di sistema è costituita da LPDDR1 DRAM con 256 MB ovvero 2 banchi da 128 MB.
L'iPad è stato messo in commercio con tre varianti differenti: parte da 16 GB per arrivare ad un massimo di 64 GB. I dati vengono memorizzati su di un'unità flash e non vi è possibilità di espandere la memoria.

### Connettività
L'iPad utilizza le reti Wi-Fi con standard IEEE 802.11 a/b/g/n e la tecnologia Bluetooth 2.1 + EDR. Il modello dotato di Wi-Fi + 3G supporta le reti cellulari UMTS/HSDPA (850, 1900 e 2100 MHz) e GSM/EDGE (850, 900,1800 e 1900 MHz), include, inoltre, un cassettino per schede micro-SIM posizionato sul lato sinistro del dispositivo. La variante 3G contiene anche un sistema A-GPS, mentre tutti i modelli hanno una bussola digitale.
L'iPad è dotato di tre diffusori collocati in basso a destra. L'interruttore del volume si trova sul lato destro, mentre il connettore da 3,5 millimetri per le cuffie si trova in alto sulla sinistra. L'iPad supporta sia cuffie normali, sia quelle con un microfono incorporato. Il microfono può essere utilizzato per la registrazione vocale o per le applicazioni VoIP.

## Funzionalità
Dal punto di vista di Steve Jobs, i netbook in commercio sono dotati di un hardware non ottimizzato per svolgere compiti complessi, di schermi e tastiere troppo piccole per essere comode e di un'autonomia limitata della batteria, insufficiente per un utilizzo produttivo. Apple ha dunque deciso di sviluppare una propria alternativa, un dispositivo a metà strada tra un telefono cellulare evoluto e un computer portatile. Questo ha portato alla nascita dell'iPad, un dispositivo senza tastiera e basato su un'interfaccia multi-touch sviluppata espressamente per il dispositivo. L'interfaccia grafica segue la filosofia presente nei cellulari iPhone, adattata tenendo conto di uno schermo di maggiori dimensioni e di una potenza di calcolo più elevata. iPad, a differenza di iPhone e iPod touch, consente l'utilizzo di software più complessi, appositamente realizzati e disponibili sull'App Store, quali: fogli di calcolo, editor di testi, presentazioni, fotoritocco, creazione musicale, gestione database, ecc. iPad consente inoltre di effettuare il backup automatico attraverso iCloud, funzionalità utile soprattutto nei casi di ripristino del sistema operativo. Nonostante non sia presente un vero e proprio File manager, i software riescono a comunicare tra loro grazie ad una funzione chiamata "Apri con". Ad esempio: è possibile aprire, editare o inviare un documento dall'applicazione Mail verso un software di terze parti (sempre mediante utilizzo del tasto "Apri con") ad un'applicazione che ne consenta la stampa con modalità wireless. Tali funzionalità sono state introdotte dal sistema operativo iOS 4.

## Sistema operativo
Il 22 novembre 2010, Apple ha pubblicato la versione definitiva di iOS 4.2 (la 4.2.1) con numerose novità, tra cui l'applicazione Game Center, la funzionalità AirPlay per la trasmissione in streaming di contenuti multimediali tramite wireless, il multitasking, l'opportunità di creare cartelle nella SpringBoard e la stampa wireless da effettuare mediante le stampanti compatibili.
Il 12 ottobre 2011, Apple ha pubblicato nei canali di aggiornamento gratuiti a disposizione di tutti gli utenti la versione definitiva di iOS 5, in versione 5.0.1, con diverse novità adatte per iPad, iPad 2 e iPhone, per un totale di oltre 200 nuove funzionalità.
Il supporto software è terminato l'11 giugno 2012 con l'annuncio della sesta versione di iOS al WWDC 2012 che non è compatibile con questo dispositivo.
Come l'iPhone e l'iPod touch, l'iPad è in grado di eseguire solo software scaricati dall'App Store. È in grado di eseguire la maggior parte delle applicazioni per iPhone e iPod touch. Grazie ad un pulsante di controllo di zoom, è possibile eseguire tali applicazioni sia in formato grafico originale che in una versione ingrandita.
Fabbricazione
L'iPad è prodotto da Foxconn, azienda cinese conosciuta per essere l'assemblatrice di componenti hardware tra cui l'iPod e l'iPhone e partner di molte aziende del mondo della tecnologia.
Si è stimato che l'iPad 16 GB versione Wi-Fi quando venne presentato costasse ad Apple 259,60 dollari di sole componenti. A questi costi vanno aggiunti l'assemblaggio, la ricerca e sviluppo, l'assistenza, il marketing, il pagamento delle licenze e delle tasse.

## Vendite
Il primo giorno di commercializzazione sono state vendute 300 000 unità del dispositivo. Il produttore ha dichiarato di aver venduto nel mercato statunitense un milione di iPad in 28 giorni, 12 milioni di applicativi e 1,5 milioni di libri elettronici. Un mese dopo, Apple ha comunicato di aver venduto il secondo milione di unità; nello stesso periodo ha esteso la vendita del dispositivo anche al di fuori degli Stati Uniti d'America. Dopo 20 giorni, il produttore ha dichiarato di aver venduto il terzo milione di iPad. In Italia la commercializzazione è iniziata il 28 maggio 2010, con lunghe file sin dalla notte del giorno prima fuori l'Apple Store del centro commerciale Roma Est. Dopo la presentazione dei prodotti, diversi analisti stimarono che il prodotto avrebbe potuto vendere qualche milione di unità nel corso dell'anno. A fine 2010, Apple ha comunicato di aver venduto quasi 15 milioni di unità. Il 6 giugno 2011, alla WWDC viene annunciato che il numero di iPad venduti ha superato quota 25 milioni.

## Critica
Il prodotto è stato sottoposto a molte critiche a causa dell'assenza di componenti hardware e software che dispositivi analoghi presentano. In particolare, l'iPad non presenta porte USB per poter essere espanso, non dispone direttamente di uno slot per l'inserimento di schede di memoria provenienti da fotocamere digitali (è richiesto un adattatore esterno) e la particolare versione del browser Safari implementata non è in grado di interpretare i contenuti Flash. Un blogger del New York Times ha anche sottolineato come l'iPad non permetta una fruizione ottimale degli ebook, in quanto privo di un display a tecnologia E-ink o Pixel Qi.
In seguito alle numerose critiche ricevute, Apple, nei mesi successivi al lancio del primo modello di tablet, ha provveduto ad aggiornare tutta la suite iWork per iPad, rendendola completamente compatibile con la stessa per Mac e migliorando anche la compatibilità con Microsoft Office.
La versione italiana della rivista Wired ha dedicato all'iPad il numero di maggio 2010, focalizzandosi sulle possibilità già offerte e sulle potenzialità ancora difficili da ipotizzare, ponendo l'accento sul fatto che i pregi del nuovo dispositivo consistono proprio nelle differenze con i classici smartphone, laptop o notebook: esso non vuole quindi sostituirsi ad essi, bensì aprire nuovi orizzonti nel mondo della multimedialità, dell'esperienza di navigazione web, della condivisione e della costante connessione in portabilità.
Il 1º luglio 2012, Apple versa alla società cinese Proview Electronics 60 milioni di dollari per la richiesta di risarcimento sui diritti del marchio iPad..